# Saint-Laurent-du-Maroni
Saint-Laurent-du-Maroni một commune của vùng hành chính hải ngoại Guyane thuộc Pháp của nước Pháp.